# Tectisumen clypidellaeformis
Tectisumen clypidellaeformis là một loài small deepwater limpet, là động vật thân mềm chân bụng sống ở biển trong họ Lepetellidae.